# 프리몬트 가

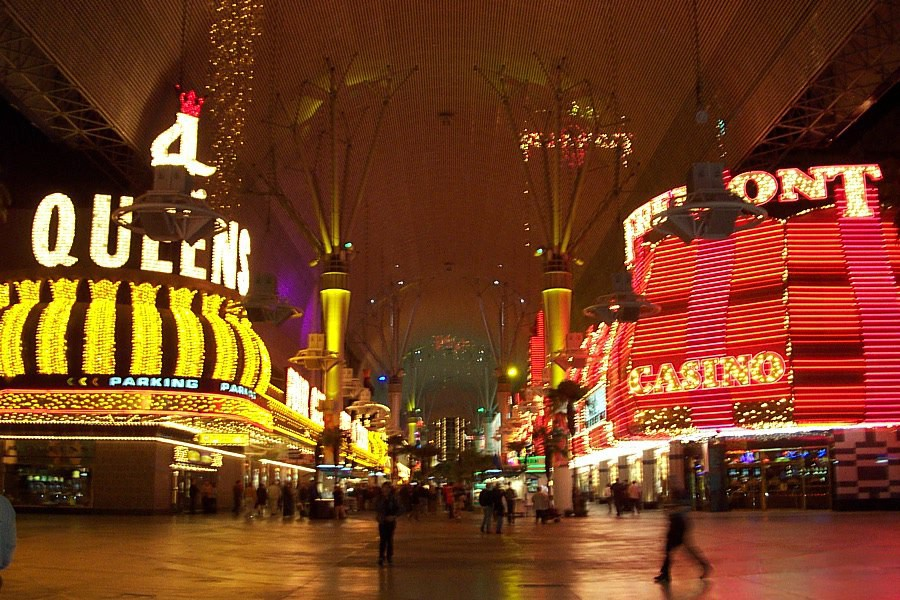
프리먼트 가

프리몬트 가(영어: Fremont Street)는 미국 네바다주 라스베이거스의 거리이다. 라스베이거스 스트립 다음으로 라스베이거스에서 두번째로 유명한 거리이다. 프리먼트 가는 다운타운의 주요 카지노 거리이다. 거리명은 탐험가 존 C. 프리몬트에서 따왔다. 비니언스 호스슈, 엘도라도 클럽, 프리몬트 호텔 앤드 카지노, 골든 너깃, 더 민트, 파이오니어 클럽 등 많은 카지노가 있다.